# Pius X-kerk (Uden)
De Pius X-kerk is een voormalige parochiekerk in de tot de Noord-Brabantse gemeente Maashorst behorende plaats Uden. De kerk was gelegen aan het Piusplein 7.

## Geschiedenis
Omdat Uden zich na de Tweede Wereldoorlog  sterk uitbreidde, werd hier een tweede parochie gesticht. De kerk werd gebouwd in 1959 en in 1960 in gebruik genomen. Ze was ontworpen door Jan Strik.
In 2008 werd de kerk onttrokken aan de eredienst. De toren werd geklasseerd als gemeentelijk monument. Het kerkgebouw zelf kwam leeg te staan en werd nog enige tijd gebruikt voor charitatieve doeleinden. In 2018 werden de wijzerplaten van de toren verwijderd. 
In 2023 werd bekend dat kerkgebouw en pastorie zouden worden gesloopt. In plaats daarvan zouden woningen komen. De toren bleef behouden.

## Gebouw
Het betreft een doosvormig kerkgebouw met een vrijstaande klokkentoren. De kerk, in de stijl van het naoorlogs modernisme, was gebouwd in baksteen en beton. De behouden ranke bakstenen toren heeft een monumentaal karakter.